# Longhorns
Longhorns è film del 2011 diretto da David Lewis.

## Trama
Texas, 1982. Kevin è uno studente universitario incuriosito dalle fantasie sessuali che da molto prova, rivolte a persone dello stesso sesso. Decide di vederci chiaro nella cosa iniziando a frequentare Cesar, un suo compagno di università gay.

## Riconoscimenti
- 2011 - FilmOut San Diego
- Miglior attore non protagonista a Derek Efrain Villanueva
- Miglior colonna sonora a H.P. Mendoza